# 犬塚幹士
犬塚 幹士（いぬづか かんじ、1932年（昭和7年） - ）は、日本の民俗研究家。致道博物館常務理事、（元）副館長理事、庄内民俗学会代表幹事、日本民具学会監事、鶴岡市文化財保護審議委員、荘内日報客員論説委員。

## 略歴
- 1932年（昭和7年） - 山形県鶴岡市に生れる。
- 現在の山形県立鶴岡南高等学校卒業。
- 1956年（昭和31年） - 学芸員として（財）致道博物館に勤務。
- 1992年（平成4年） - 荘内日報客員論説委員。
- 1993年（平成5年） - 致道博物館学芸部長。
- 1997年（平成9年） - 致道博物館副館長理事
- 2003年（平成15年） - 国立民族学博物館・国内資料調査委員退任。
- 2005年（平成17年） - 致道博物館常務理事。
- 2007年（平成19年）10月 - 日本民具学会評議員退任、同監事就任。

## 受賞歴
- 1993年（平成5年）11月3日 - 斎藤茂吉文化賞受賞。
- 2002年（平成14年）11月6日 - 地域文化功労者文部科学大臣表彰受賞。
- 2005年（平成17年） - 鶴岡市制功労表彰受賞。

## 著作物

### 著書
- 1993年（平成5年） - 『庄内のくらしと民具』 致道博物館（出版）
- 2008年（平成20年） - 『第四学区ゆかりの先人達 - 美術・工芸作家を中心として - 』 鶴岡市第4学区コミュニティ振興会（出版）

### 共著
- 1999年（平成11年） - 『日本農書全集72　絵農書2』 農山漁村文化協会（出版） ISBN 4-540-99005-5
- 2002年（平成14年） - 『もの・モノ・物の世界 : 新たな日本文化論』 田邉悟・他（著） 雄山閣（出版）
- 2003年（平成15年） - 『最上川文化研究・第1号』 大友義助・他（著） 東北芸術工科大学東北文化研究センター（出版）
- 2004年（平成16年） - 『農書に見る東北農民の姿』 大友義助・他（著） 原人舎（出版） ISBN 4-925169-70-X
- 2004年（平成16年） - 『東北の風土に関する総合的研究』 昆政明・他（著） 東北芸術工科大学東北文化研究センター（出版）
- 2006年（平成18年） - 『最上川文化研究. 第4号』 大友義助・他（著） 東北芸術工科大学東北文化研究センター（出版）

### 共編
- 1976年（昭和51年） - 『庄内人名辞典』 大瀬欽哉、酒井忠治、酒井忠一（編）「庄内人名辞典刊行会」（発行
- 2000年（平成12年） - 『図説庄内の歴史』 前田光彦（監修） 郷土出版社（出版） ISBN 4-87663-505-6

### 関連書
- 2007年（平成19年） - 『鳥刺しの話語り遺したい郷土の歴史』 山崎誠助（著） 犬塚（聞き手） 鶴岡市教育委員会（出版）

## 親族
- 父：犬塚又太郎 - 致道博物館初代館長